# Зграда Главног Народноослободилачког одбора Србије
Зграда Главног Народноослободилачког одбора Србије се налазила у Ужицу, у улици Вука Караџића бр. 8, у кући породице Стефановић. У централном регистру Споменика културе Републике Србије се води под јединственим називом Историјске зграде у Ужицу, као непокретно културно добро од изузетног значаја.
У њој је био 1941. године смештен Главни Народноослободилачки одбор за Србију као највиши орган борбених јединица и врховни орган народне власти Србије. Председник Одбора био је народни херој Драгојло Дудић, а секретар Петар Стамболић. Одбор је остао у згради све до експлозије трезора 22. новембра 1941. године.
Кућа је грађена од тврдог материјала, има приземље и спрат. За време боравка Главног НОО за Србију била је ограђена бодљикавом жицом, са бункером у непосредној близини, који је срушен одмах после ослобођења Ужица. Данас је обележена спомен-плочом, у приземљу се налази музичка школа, а на спрату станови. Испред куће је 1985. године постављена спомен-биста народног хероја Драгојла Дудића. Кућа је обележена спомен-плочом и редовно се одржава.
Данас се у кући налази музичка школа.